# Welykokamjanka
Welykokamjanka (ukrainisch Великокам'янка; russisch Великокаменка/Welikokamenka) ist eine Siedlung städtischen Typs im Süden der ukrainischen Oblast Luhansk mit etwa 1100 Einwohnern.
Der Ort gehört administrativ zur Stadtgemeinde der 8 Kilometer südwestlich liegenden Stadt Rowenky und gehört hier zur Siedlungsratsgemeinde von Klenowyj (3 Kilometer südöstlich gelegen), die Oblasthauptstadt Luhansk befindet sich 47 Kilometer nördlich des Ortes, durch den Ort fließt der Fluss Kamjanka (Кам’янка).
Welykokamjanka wurde 1861 unter dem Namen Pisnijiwka (Пізніївка) gegründet, 1930 auf seinen heutigen Namen umbenannt und wurde 1969 zu einer Siedlung städtischen Typ erhoben. Seit Sommer 2014 ist der Ort im Verlauf des Ukrainekrieges durch Separatisten der Volksrepublik Lugansk besetzt.